# Pierre de Vaucleroy
Pierre de Vaucleroy, né le 4 mars 1892 à Bruxelles et mort le 15 mai 1980 à Forest, est un peintre belge, également aquarelliste, dessinateur et graveur.

## Biographie
Pierre de Vaucleroy suit une formation chez Constant Montald à l'Académie royale des beaux-arts de Bruxelles. De 1925 à 1957, il enseigne à l'Académie de Louvain. Il séjourne au Congo belge de 1926 à 1927 et au Maroc de 1931 à 1933.

## Style et œuvres
Pierre de Vaucleroy est influencé par le cubisme, principalement par Picasso, ainsi que par Gauguin. C'est un peintre de figures, de nus, de natures mortes et de paysages. Certaines de ses œuvres sont apparentées à l'art naïf. 
En 1934, il publie Noirs et Blanc qui rassemble ses impressions de voyage. Il réalisera des travaux de décoration monumentale pour le pavillon du Congo à l'Exposition internationale de Paris de 1937, appelée « Arts et Techniques dans la Vie moderne », ainsi que pour celle de New York en 1939-1940. Il dessinera également des cartons de tapisserie.

## Expositions
Pierre de Vaucleroy a présenté son travail à de nombreuses expositions tant personnelles que collectives, entre autres à Alger, Stockholm, Rome et Paris.

## Collections muséales
Dans les musées
- Musée des beaux-arts de Reims
- Musée communal des beaux-arts d'Ixelles (Bruxelles)
- Musées royaux des beaux-arts de Belgique à Bruxelles
- Musée royal de l'Afrique centrale à Tervuren

Dans des institutions
- Bibliothèque royale de Belgique, Cabinet des estampes à Bruxelles
- État belge (Bruxelles)
- Communauté française de Belgique
- Église Saint-Jean-Baptiste de Bruxelles (1080) : mosaïques des apôtres